# یاسین عیاری
یاسین عیاری (زادهٔ ۶ اکتبر ۲۰۰۳) بازیکن فوتبال اهل سوئد است که در پست هافبک برای باشگاه فوتبال برایتون اند هوو آلبیون در لیگ برتر فوتبال انگلستان بازی می‌کند.
از باشگاه‌هایی که در آن بازی کرده‌است می‌توان به باشگاه فوتبال ای‌آی‌کی اشاره کرد.
وی همچنین در تیم‌های ملی فوتبال زیر ۱۷ سال سوئد، زیر ۱۹ سال سوئد، زیر ۲۱ سال سوئد و سوئد بازی کرده‌است.
عیاری از والدینی تونسی و مراکشی در سوئد متولد شده و برای تیم‌های رده سنی سوئد بازی کرده‌است؛ وی نخستین بازی خود برای تیم اصلی سوئد را در دیدار دوستانه مقابله فنلاند به تاریخ ۱۰ ژانویه ۲۰۲۳ تجربه کرد.